# دیوان خواجه حافظ شیرازی معه دیباچه و قصاید
دیوان خواجه حافظ شیرازی معه دیباچه و قصاید (به انگلیسی: Diwan-i-Khwajah Hafez-i Shirazi: The Works of Dewan Hafez) اولین تصحیح چاپی دیوان حافظ است. 
این تصحیح به‌اهتمام میرزا ابوطالب خان در سال ۱۷۹۱ در کلکته منتشر شد.

## معرفی
یحیی نورالدین اقدم و فاطمه کوپا در مقاله‌ای به معرفی این اثر پرداخته‌اند.